# Vestija
Vestija (lat. Vestia), monotipski rod mirisnih vazdazelenih grmova iz porodice pomoćnica. Jedina vrsta je V. foetida iz srednjeg i južnog Čilea.
Može narasti do dva metra visine.

## Galerija
- Sophora davidii i Vestia foetida
- V. foetida
- V. foetida
- V. foetida